# Kościół katolicki obrządku ormiańskiego
Kościół katolicki obrządku ormiańskiego, Kościół ormiańskokatolicki – jeden z katolickich Kościołów wschodnich, działający na obszarze Armenii i wśród diaspory ormiańskiej m.in. w Argentynie, Kanadzie, Francji, Libanie, Syrii, Turcji, USA i w Polsce (670 osób). W 2015 liczył 737 tysięcy wiernych.

## Historia
Pierwsza unia Apostolskiego Kościoła Ormiańskiego z Rzymem trwała od 1195 do 1375. Pod wpływem władz świeckich i bliskich związków Królestwa Małej Armenii z Zachodem patriarchat (przeniesiony w ślad za wiernymi do Cylicji), zawarł w 1198 unię z Rzymem i zerwał z monofizytyzmem. Patriarchowie Grzegorz VI (1194–1208), Jan VI (1208–1221), Konstantyn I (1221–1267) i ich następcy, a także podlegli im biskupi na synodach w Sis (1307, 1346) i w Adanie (1317) przyjęli katolicką naukę o Chrystusie i prymat papieża. Jednakże unia nie rozszerzyła się poza Małą Armenię i zakończyła się wraz z jej upadkiem w 1375. Pozostałe ośrodki Apostolskiego Kościoła Ormiańskiego unię odrzuciły, a na fali sprzeciwu wobec niej biskupi pozostali we właściwej Armenii odnowili patriarchat w Eczmiadzynie.
W 1439 na Soborze Florenckim została odnowiona unia, jednak obejmowała jedynie stosunkowo niewielką liczbę Ormian.
W 1630 biskup lwowskiej eparchii Apostolskiego Kościoła Ormiańskiego Mikołaj Torosowicz złożył publicznie katolickie wyznanie wiary w lwowskim kościele Karmelitów, a następnie powtórzył je w 1635 przed papieżem Urbanem VIII, tym samym przywracając jedność z Rzymem i tworząc zalążek Kościoła katolickiego obrządku ormiańskiego.
W 1742 na prośbę arcybiskupa Abrahama Ardziwiana papież Benedykt XIV utworzył Kościół katolicki obrządku ormiańskiego, jednocześnie mianując go patriarchą z siedzibą w Bzommar w Libanie z jurysdykcją nad południową częścią Imperium Osmańskiego. Jego siedzibę przeniesiono czasowo do Konstantynopola, ale w 1928 powróciła do Bzommar.

## Struktura i teraźniejszość
Na czele Kościoła stoi Patriarcha Kościoła katolickiego obrządku ormiańskiego, wybierany przez synod biskupów Kościoła katolickiego obrządku ormiańskiego w sposób ostateczny. W praktyce kandydat na patriarchę jest uzgadniany z Watykanem przed wyborem.
Struktura Kościoła katolickiego obrządku ormiańskiego jest regulowana Kodeksem kanonów Kościołów wschodnich.
Obecnie Kościół katolicki obrządku ormiańskiego podzielony jest w następujący sposób:

### Metropolia patriarchatu cylicyjskiego
- Archieparchia Bejrutu ( Liban, patriarsza)
- Eparchia Aleksandrii ( Egipt)
- Eparchia Isfahanu ( Iran)
- Eparchia Kamichlié ( Syria)

### Egzarchaty patriarchatu cylicyjskiego
- Egzarchat patriarchalny Damaszku ( Syria)
- Egzarchat patriarchalny Ziemi Świętej i Jordanii ( Izrael,  Palestyna,  Jordania)

### Archieparchie
- Archieparchia Aleppo ( Syria)
- Archieparchia Bagdadu ( Irak)
- Archieparchia Konstantynopola ( Turcja)
- Archieparchia Lwowa ( Ukraina, nieobsadzona od 1938[2])

### Eparchie
- Eparchia Pani z Nareku w Glendale ( Stany Zjednoczone)
- Eparchia Sainte-Croix-de-Paris ( Francja)
- Eparchia św. Grzegorza z Nareku w Buenos Aires ( Argentyna)

### Egzarchat apostolski
- Egzarchat apostolski Ameryki Łacińskiej i Meksyku ( Brazylia,  Meksyk)

### Ordynariaty dla wiernych obrządku ormiańskiego
- Ordynariat Europy Wschodniej ( Armenia)
- Ordynariat Grecji ( Grecja)
- Ordynariat Rumunii ( Rumunia)

Parafie Ormiańskie są także w Australii (2), Austrii (1), Hiszpanii (1), Polsce (3), Szwecji (1), Węgrzech (1).
Ponadto istnieją jeden ormiańskokatolicki zakon męski – ojców mechitarystów, kongregacja kapłańska (ICPB) oraz jeden zakon kobiecy – Kongregacja Ormiańskich Sióstr Niepokalanego Poczęcia.
Najważniejszą instytucją kształcącą duchownych ormiańskokatolickich jest Papieskie Kolegium Ormiańskie w Rzymie.

## Obrządek ormiański

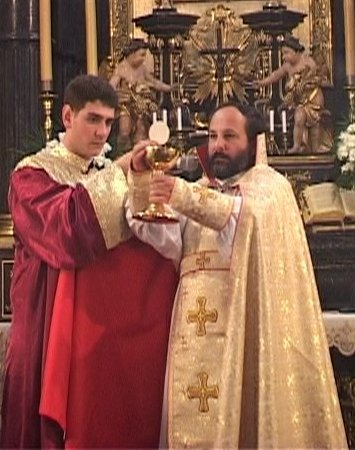
Ksiądz Tadeusz Isakowicz-Zaleski (z prawej) podczas sprawowania nabożeństwa w obrządku ormiańskim

Obrządek ormiański wywodzi się z Armenii i ma dwa ryty – ormiański (armeński) i ormiański lwowski, z których oba znane są w Polsce. Pochodzi głównie od świętego Bazylego z Cezarei i różni się od greckiego tylko szczegółami, spośród których najbardziej charakterystyczny wydaje się „pocałunek pokoju” w trakcie mszy.
W liturgii używany jest język grabar (staroormiański). Innymi cechami wyróżniającymi są: dominacja śpiewu (podstawą jest śpiew chóru), szaty liturgiczne księdza, wydłużony czas liturgii do 1,5 godziny oraz ustawienie kapłana „przodem do Boga”, gdyż to kapłan w czasie liturgii modli się w imieniu wiernych. Dawniej dbano, by budynki kościele były zorientowane, czyli budowane w kierunku wschodnim. Występują również pewne odrębności w układzie mszy św.
W obrządku ormiańskim występuje przygotowanie darów, przeistoczenie, następnie modlitwa „Ojcze nasz”, a dopiero potem następuje podniesienie. W obrządku łacińskim najpierw odbywa się przygotowanie darów, później przeistoczenie, podniesienie, a następnie „Ojcze nasz”. Różnicę można również zauważyć w sakramentach świętych. W obrządku łacińskim dziecko otrzymuje na początku swojego życia chrzest, a po osiągnięciu pewnej dojrzałości i wiedzy religijnej przystępuje do sakramentu bierzmowania. W obrządku ormiańskim oba te sakramenty udzielane są jednocześnie już w wieku niemowlęcym.
Księża ormiańscy są zobowiązani nosić brody.

### Ryt ormiański (armeński)
Ryt ormiański (armeński) jest obrządkiem liturgicznym, używanym przez Kościół katolicki obrządku ormiańskiego i Apostolski Kościół Ormiański.
Tradycja przypisuje autorstwo modlitw tego rytu św. Grzegorzowi Oświecicielowi, założycielowi i patronowi Kościoła ormiańskiego. Jednak faktycznie jego struktura i modlitwy są z VIII w. Kapłan do mszy św. zakłada koronę kapłańską, nieco inne (bardzo długie) szaty liturgiczne, a zamiast butów specjalne, ozdobne pantofle. Ryt ormiański jest odgałęzieniem liturgii zachodnio-syryjskiej.

### Ryt ormiański lwowski
Ryt ormiański lwowski był zbliżony do obrządku łacińskiego, wskutek latynizacji przeprowadzanej przez synody lokalne kościoła lwowskiego ormiańskokatolickiego w XIX w. (każda zmiana w liturgii wymagała zgody Watykanu). Próbę „delatynizacji” czyli powrotu do pierwotnej wersji podjął się, za zgodą abpa Teodorowicza ks. infułat Dionizy Kajetanowicz. Ostatnim kapłanem posługującym w tym rycie był ks. prałat Kazimierz Filipiak.

## Kościół katolicki obrządku ormiańskiego w Polsce

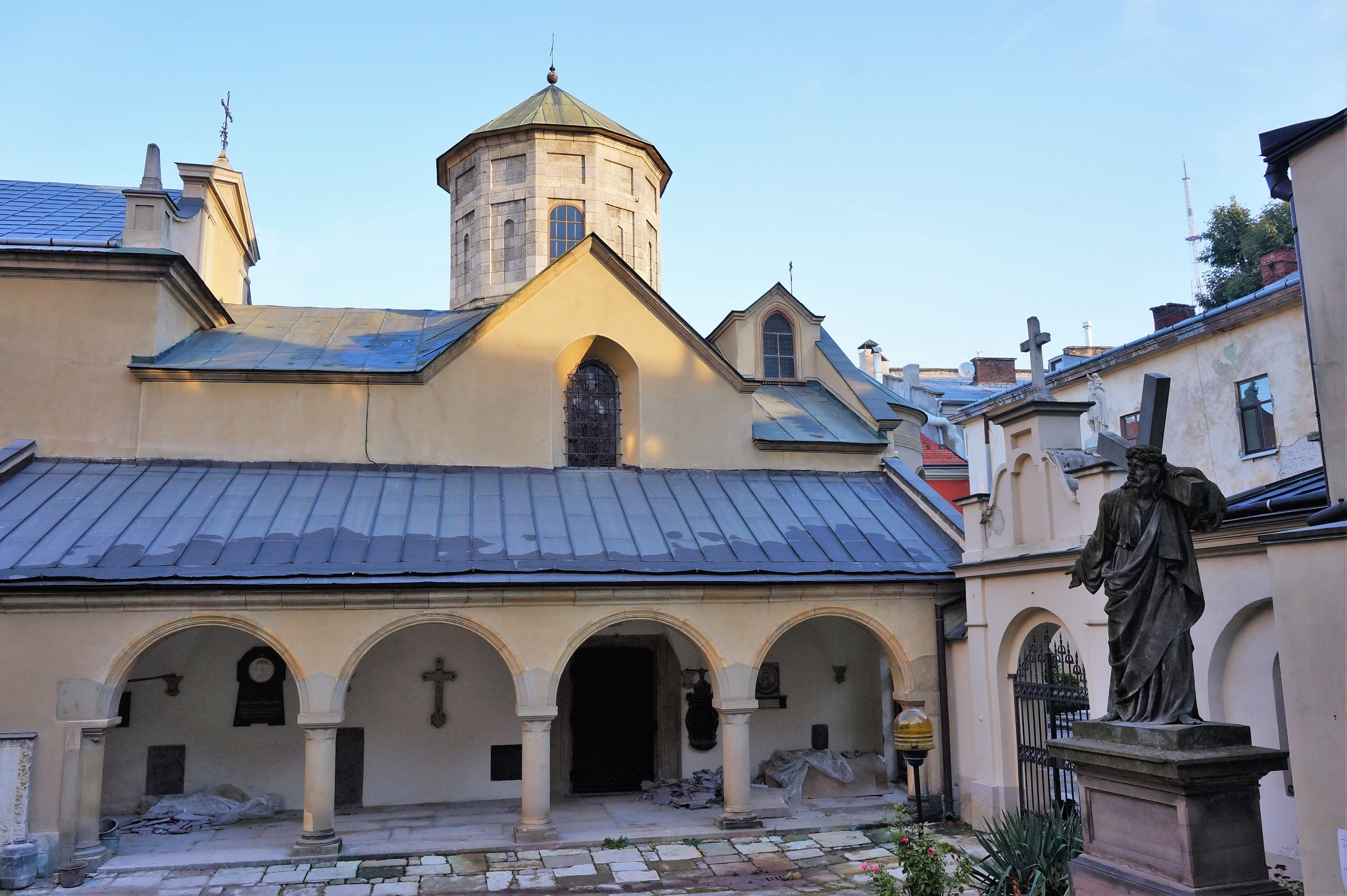
Katedra ormiańska we Lwowie (obecnie w diecezji ukraińskiej Apostolskiego Kościoła Ormiańskiego)

### Historia kościoła w Polsce
Ormiańska eparchia (diecezja Apostolskiego Kościoła Ormiańskiego), obejmująca swą jurysdykcją ziemie Rusi, Mołdawii i Wołoszczyzny powstała we Lwowie w XIV wieku. W 1630 jej biskup Mikołaj Torosowicz złożył publicznie we Lwowskim kościele Karmelitów katolickie wyznanie wiary i w 1635 powtórzył je przed Ojcem Świętym Urbanem VIII tym samym przywracając jedność z Rzymem. Od tego czasu Kościół ormiański w Polsce stał się zalążkiem unickiego Kościoła katolickiego obrządku ormiańskiego, zwanego Kościołem ormiańskokatolickim. Lwowska archieparchia liczyła wtedy około 3500 wiernych, 20 duchownych i 15 kościołów.
W 1807 utworzona została eparchia w Mohylowie Podolskim z biskupem Józefem Krzysztofowiczem na czele. Podlegały jej parafie na terenie Ukrainy, w tym także między innymi w Odessie, Mikołajowie i na Krymie, na Kaukazie w Mozdoku i Kizlarze, a także na terenie Rosji (w Astrachaniu). Eparchia ta działała do 1828. Po 1848 Kościół katolicki obrządku ormiańskiego na terenach wchodzących w skład Rosji został przeniesiony do nowo utworzonej diecezji w Tyraspolu.
Na początku XX wieku na terenie Galicji było ponad 5500 Ormian. Wierni ormiańskokatoliccy mieszkali przede wszystkim na terytorium archidiecezji lwowskiej obrządku ormiańskiego. Posiadali oni 9 kościołów parafialnych i 15 kaplic. W 1922 roku (po odpadnięciu od archidiecezji lwowskiej Bukowiny), na jej terytorium leżało jedynie 8 parafii ormiańskokatolickich:
- dekanat lwowski
  - Lwów
  - Brzeżany
- dekanat stanisławowski
  - Stanisławów
  - Łysiec
  - Tyśmienica
- dekanat kucki
  - Kuty
  - Horodenka
  - Śniatyn
- na Bukowinie (bezpośrednio podległe arcybiskupowi, poza strukturą archeparchii)
  - Czerniowce
  - Suczawa - ex pozytura

Poza strukturami archieparchii Ormianie obecni byli również w Kamieńcu Podolskim, Płoskirowie i Charkowie (kaplica w kościele łacińskim). Mała liczba duchownych powodowała konieczność zapraszania birytualistów oraz księży obrządku łacińskiego. We Lwowie istniał jeden ormiański klasztor sióstr benedyktynek, w którym przebywało kilkanaście zakonnic, prowadziły one prywatną szkołę, na prawach gimnazjum publicznego od 1926 roku.
Kapituła ormiańska składała się z 8 członków: prepozyta infułata, 3 kanoników gremialnych i 4 honorowych.
Ordynariuszem archidiecezji w latach 1901–1938 był kapłan i polski patriota Józef Teofil Teodorowicz, który zmarł 4 grudnia 1938. Administratora archidiecezji wybrano 6 grudnia 1938 – zgodnie z prawem kanonicznym wikariuszem kapitulnym został ks. Dionizy Kajetanowicz, który pełnił tę funkcję do czasu zesłania go na Syberię.
2 stycznia 1939 we Lwowie zebrali się ormiańscy duchowni archidiecezji, by wybrać trzech kandydatów, spośród których papież prekonizuje metropolitę. Zgodnie z prawem i tradycją lwowskiej archidiecezji ormiańskiej całe jej duchowieństwo wybierało trzech kandydatów na nowego ordynariusza, spośród nich papież mianował arcybiskupem jednego, zazwyczaj tego, który otrzymał największą liczbę głosów. W głosowaniu najwięcej, bo 11 z 18 głosów, zyskał ks. infułat Dionizy Kajetanowicz. Oprócz Kajetanowicza wybrani zostali: ks. Walerian Bąkowski i ks. Kajetan Amirowicz. Informację tę wysłano do Rzymu w celu zatwierdzenia i mianowania jednego z nich na biskupa, jednak śmierć papieża Piusa XI oraz wybuch II wojny światowej uniemożliwiły dokończenie wyboru. Dionizy Kajetanowicz został więc administratorem archidiecezji, ale nie został konsekrowany. Od śmierci ks. Kajetanowicza archidiecezja lwowska pozostaje nieobsadzona; choć formalnie wciąż istnieje, faktycznie przestała funkcjonować.
W wyniku wojny ormiańska społeczność znacznie osłabła, a większość duchownych została wymordowana przez Sowietów. Po 1945 większość spośród pozostałych Ormian osiadła na Ziemiach Zachodnich i Północnych oraz w Warszawie, Krakowie, Gdańsku (ks. Kazimierz Filipiak), Gliwicach, Łodzi i Poznaniu.

### Teraźniejszość

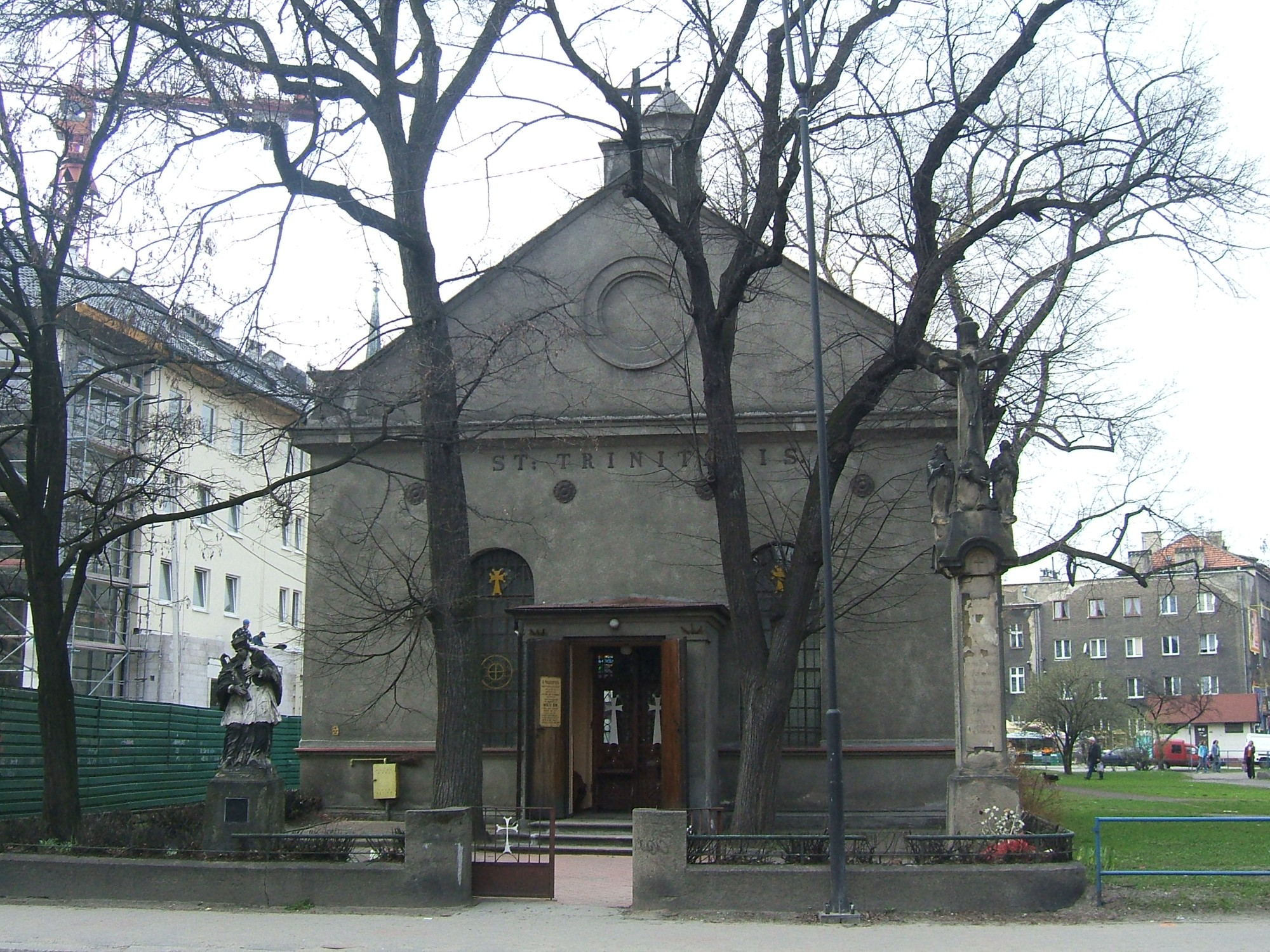
Kościół ormiańskokatolicki pw. św. Trójcy w Gliwicach

Struktury Kościoła katolickiego obrządku ormiańskiego na obszarze części Europy Wschodniej (w tym Polski) zostały wyłączone spod administracyjnej jurysdykcji patriarchy i podporządkowane są bezpośrednio Stolicy Apostolskiej. Za sprawy jurysdykcyjne (w tym personalne) odpowiadają więc watykańska Dykasteria ds. Kościołów Wschodnich i ordynariusz wiernych obrządku ormiańskiego. Natomiast sprawy związane z obrządkiem, a więc ceremoniał Mszy św., sposób jej celebrowania, ceremoniał Sakramentów św., tradycja i kultura ormiańska należą do Komisji Liturgicznej Patriarchatu Kościoła Katolickiego obrządku ormiańskiego z siedzibą w Libanie.
Obecnie ordynariuszem wiernych Kościoła katolickiego obrządku ormiańskiego w Polsce jest arcybiskup metropolita warszawski Kazimierz Nycz. Dekretem z 20 listopada 2009 uporządkował on struktury Kościoła katolickiego obrządku ormiańskiego w Polsce, likwidując istniejące dotąd ormiańskokatolickie parafie personalne w Gliwicach i Gdańsku oraz duszpasterstwa Ormian.
Od 1 grudnia 2009 istnieją trzy parafie terytorialne::
- Ormiańskokatolicka parafia południowa pw. św. Grzegorza Oświeciciela z siedzibą w Gliwicach, której siedzibą jest kościół pw. Trójcy Świętej w Gliwicach, przy ul. Mikołowskiej (administrator: ks. Józef Naumowicz)
- Ormiańskokatolicka parafia centralna pw. św. Grzegorza z Nareku z siedzibą w Warszawie, której siedzibą jest kościół rektorski Res Sacra Miser w Warszawie, przy ul. Krakowskie Przedmieście 62 (duszpasterz: ks. Józef Naumowicz)
- Ormiańskokatolicka parafia północna z siedzibą w Gdańsku, której siedzibą jest kościół parafialny pw. Świętych Apostołów Piotra i Pawła w Gdańsku, przy ul. Żabi Kruk 3 (proboszcz: ks. Cezary Annusewicz)

W kościele św. Piotra i Pawła znajduje się Sanktuarium Matki Boskiej Łaskawej z cudownym ormiańskim obrazem MB Łaskawej ze Stanisławowa, zaś w kościele Trójcy Świętej w Gliwicach – Sanktuarium Matki Boskiej Łysieckiej z cudownym ormiańskim obrazem MB Ormiańskiej z Łyśca k. Stanisławowa.

## Zobacz
- Lista patriarchów Kościoła katolickiego obrządku ormiańskiego.
- Arcybiskupi lwowscy obrządku ormiańskiego
- Kodeks kanonów Kościołów wschodnich
- Mechitaryści
- Benedyktynki ormiańskie
- Kościół katolicki w Polsce
- Apostolski Kościół Ormiański
- Ormiański Kościół Ewangelicki
- Ormianie